# Stormen Knud
Stormen Knud var en storm som ramte det nordvestlige Danmark den 21. september 2018. Stormen ramte land omkring 15:30 og forlod landet igen for at fortsætte mod Oslo nogle timer senere. De kraftigste vindstød blev mål til 32 m/s ved Hanstholm, hvilket er lige under orkan. Den havde middelvind i stormstyrke ved Thisted og stærk storm i hele Vestjylland og i Vendsyssel.
Flere færger og tog blev aflyst. I Sydjylland væltede en del træer og vandstanden på Fanø steg kraftigt således, at flere biler blev oversvømmet.
En række strandhuse ved Blokhus blev væltet.